# أحمد الحضراوي
أحمد الحضراوي (1252 - 1327 هـ / 1836 - 1909 م) هو مؤرخ وشاعر عربي، ولد ونشأ في الإسكندرية ثم سافر به أبوه إلى مكة فدرس علوم الحديث والفقه والتاريخ. كان شافعي المذهب كما كان آخذاً بمسالك الصوفية وله شعر في المديح النبوي.

## نسبه
هو أحمد بن محمد بن أحمد بن عبيدة بن أحمد بن حسن بن مسعود الحضراوي المكي الهاشمي. 

## عمله في حرفة الوراقة
عمل الحضراوي في نسخ الكتب بباب السلام في الحرم المكي الشريف. قال عنه المؤرخ الشيخ عبد الله محمد غازي المكي أنه:«كان عالماً فاضلاً، وصالحاً متواضعاً، كاتباً، كتب بخطه كثيراً من الكتب». 
تحدث عنه تلميذه الشيخ محمد المعصومي في رحلته الأولى إلى البلاد الحجازية في عام 1323هـ فيما يخص حرفته التي هي مصدر عيشه، كما تحدث عن جانب من صفاته وخصائصه.

## آثاره
تميز أحمد الحضراوي بغزارة إنتاجه العلمي وتنوعه بين الحديث والفقه، والتراجم، والتاريخ، كما أن مؤلفاته الكثير منها مخطوط، وبعضها مفقود، والقليل منها مطبوع وهو نادر.
له كتب ورسائل، منها:
- «العقد الثمين في فضائل البلد الأمين» ، طُبع بمكة سنة 1314 هـ / 1894 م.
- «الرضا والقبول في فضائل المدينة وزيارة الرسول» ، طُبع بمكة سنة 1314 هـ / 1894 م.
- «سراج الأمة في تخريج أحاديث كشف الغمة».
- «تاج تواريخ البشر، من ابتداء الدنيا إلى آخر القرن الثالث عشر».
- «الجواهر المعدة في فضائل جدة».
- «فضائل مكة والمدينة».
- «اللطائف في تاريخ الطائف».
- «المفاضلة بين جدة والطائف»
- «تاريخ الأعيان».
- «نزهة الفكر فيما مضى من الحوادث والعبر من أوائل الموجودات إلى أواخر هذا القرن الثالث عشر».
- «مختصر حسن الصفا» ، فيمن تولوا إمارة الحج.
- «بشرى الموحدين في معرفة أمور الدين».[5]

## مؤلفاته المفقودة
- كتاب في سيرة أبي بكر الصديق -رضي الله عنه-
- ألفية في السيرة النبوية
- المراحل السنية في بشرى الأمة المحمدية
- ديوان لبعض أدباء مكة المكرمة
- الروايح المسكية في ثمرة الصبر لأوامر الدولة العلية.
- رسالة في الشطرنج وأحكامه.
- رسالة في الجراد.
- رسالة في الحماسة بين أهل جدة والطائف والمفاضلة بينهما.
- له رحلة حول سياحته في بلاد الشام والقدس والأستانة وسواحل السودان
- له كتاب في سيرة عبد الوهاب الشعراني.
- كتاب في سيرة عباس بن مرداس السلمي.
- المناسك بالمأثور
- تاريخ الأعيان
- مختصر أسد الغابة وأسماه( معالم (وقيل: عوالم) السعادة في أحاديث أصحاب السيادة، ويقع في ثلاث مجلدات.[6]